# Nico Brünler

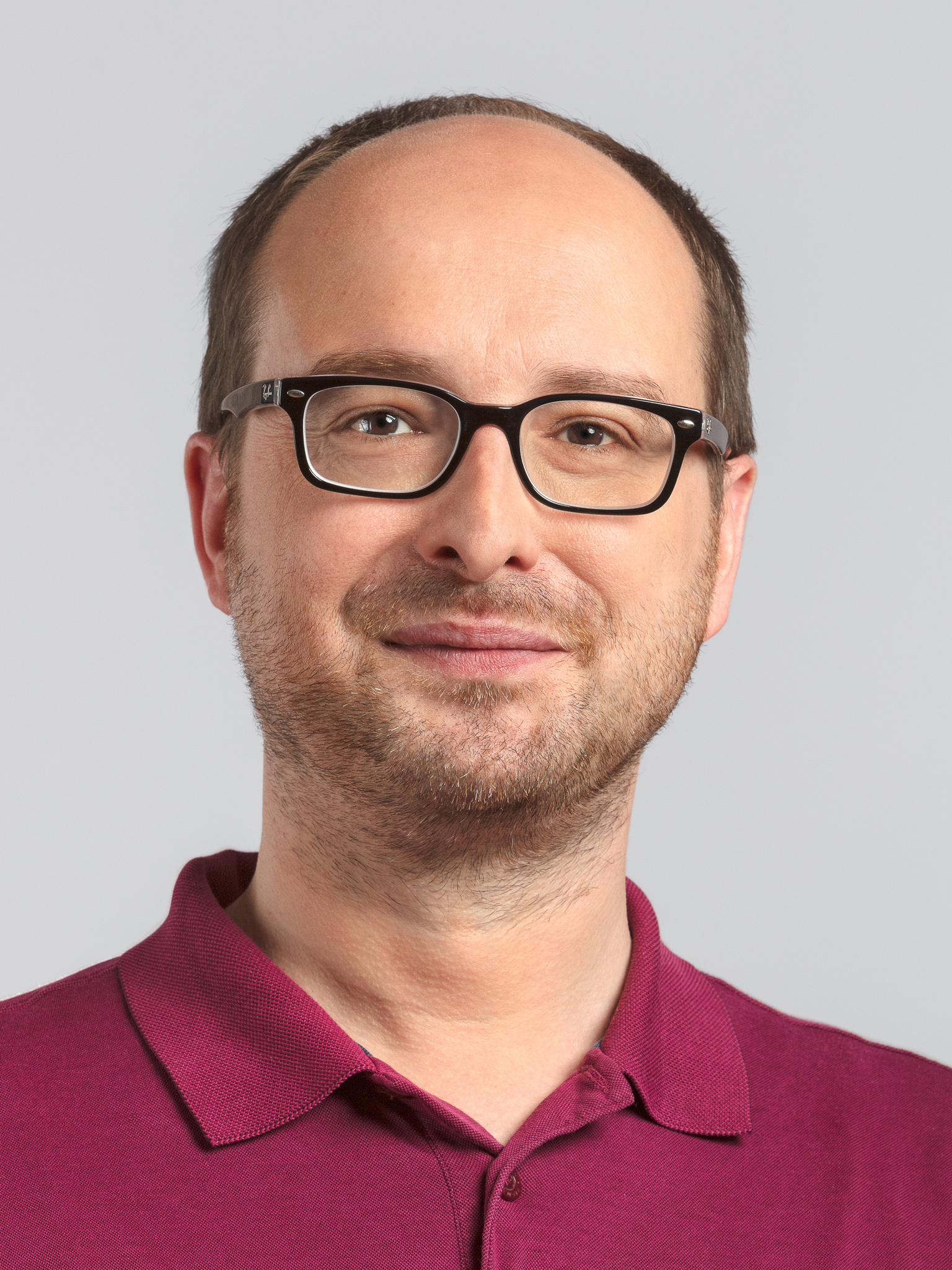
Nico Brünler 2019

Nico Brünler (* 5. Februar 1975 in Karl-Marx-Stadt) ist ein Politiker (Die Linke). Er gehörte von 2014 bis 2024 dem Sächsischen Landtag an.

## Ausbildung und beruflicher Werdegang
Nico Brünler besuchte das Gymnasium Hohe Straße in Chemnitz und legte dort 1993 seine Abiturprüfung ab. Anschließend studierte er an der Fachhochschule Dresden mit Abschluss als Diplom-Ingenieur (FH) sowie danach in Chemnitz mit Abschlüssen als Diplom-Betriebswirt und Diplom-Volkswirt. Ab 2000 war Brünler Angestellter einer Chemnitzer Gießerei im Bereich Rechnungswesen und Unternehmensplanung, bevor er 2005 Mitarbeiter des Bundestagsabgeordneten Michael Leutert wurde.

## Politik
Brünler gehört der PDS seit 1997 an, seit 2006 als Vorsitzender des Chemnitzer Stadtverbandes seiner Partei. Daneben engagiert er sich in verschiedenen Bürgerinitiativen.
Bei der Landtagswahl in Sachsen 2014 errang er ein Mandat über die Landesliste. Bei der Direktwahl im Wahlkreis Chemnitz 1 unterlag er Peter Patt (CDU). In der Linksfraktion war er in der 7. Wahlperiode Sprecher für die Themenbereiche Haushalt/Finanzen, Digitalisierung, Wirtschaft, Verwaltung, Forschung und Technologieförderung. Bei der Landtagswahl in Sachsen 2024 scheiterte er im Wahlkreis Chemnitz 1 erneut als Direktkandidat; auf der Landesliste seiner Partei hatte er nicht kandidiert.